# Игилик (футбольный клуб)
Футбольный клуб «Игилик» (каз. Игілік Футбол Клубы) — бывший казахстанский футбольный клуб из Каратау.

## История
Клуб основан в 2017 году. В том же году он дебютировал во Второй лиге чемпионата.
В 2019 году участвовал в Кубке Казахстана по футболу. На групповом этапе оказались в одной группе с клубами «Аксу» и «Кыран». Все три команды набрали по три очка, но из-за отрицательного баланса пропущенных мячей остались на последнем месте.
В 2020 году команда играла во Второй лиге. В нём приняли участие шесть команд, футбольный клуб «Игилик» стал победителем Второй лиги и вышел в Первую лигу.
В 2021 году дебютировал в Первой лиге и занял десятое место. Академия «Онтустик» проиграла с самым большим отрывом, уступив 0:7.
Сезон завершился одним из самых крупных поражений, зафиксированных на выезде, против команды «ФК Окжетпес», которая проиграла 0:6.

## Статистика
| Год  | Лига        | Место | И  | В | Н | П  | Мячи  | Кубок           |
| ---- | ----------- | ----- | -- | - | - | -- | ----- | --------------- |
| 2019 | ?           | ?     | ?  | ? | ? | ?  | ?     | пред. раунд     |
| 2020 | Вторая лига | 1     | 5  | 4 | 0 | 1  | 12-4  | не проводился   |
| 2021 | Первая лига | 10    | 22 | 6 | 0 | 16 | 15-67 | 1-й пред. раунд |
| 2022 | Первая лига | 12    | 26 | 6 | 3 | 17 | 27-70 | 1-й пред. раунд |